# Sauber C23
Der Sauber C23 war der von Sauber für die Saison 2004 eingesetzte Formel-1-Rennwagen. Das Auto ist die Weiterentwicklung des in der vorhergehenden Saison eingesetzten Sauber C22.

## Fahrer
Nachdem Sauber in der Saison 2003 auf die beiden Deutschen Nick Heidfeld und Heinz-Harald Frentzen setzte, wurde die Fahrerpaarung für die Saison 2004 ausgetauscht. Der Italiener Giancarlo Fisichella verließ sein bisheriges Team Jordan, um zu Sauber zu stoßen. Der Brasilianer Felipe Massa, der schon 2002 für Sauber als Stammpilot gefahren war, kehrte nach einem Jahr als Testpilot bei der Scuderia Ferrari in das Cockpit von Sauber zurück.

## Technik
Der Sauber C23 war erstmals mit dem gleichen Ferrari-Triebwerkstyp ausgestattet wie Ferrari selbst und nicht wie bisher mit dem jeweiligen Vorjahres-Motor. Der Motor wurde als Petronas 04A bezeichnet. Das Auto war eine direkte Weiterentwicklung des Sauber C22. Dafür nahm man sich den Vorjahreswagen von Ferrari, den Ferrari F2003-GA zum Vorbild. Desingtechnisch wurde darauf geachtet, das Auto leichter und kompakter als den Vorjahreswagen zu gestalten.

## Saison 2004
Im Gegensatz zur vorherigen Saison konnte Sauber 2004 keine Podestplatzierungen erreichen. Höhepunkte waren je ein 4. Platz von Giancarlo Fisichella am Großen Preis von Kanada und von Felipe Massa am Großen Preis von Belgien. Wie im Vorjahr erreichte Sauber den 6. Platz in der Konstrukteurswertung mit 34 Punkten. 22 davon wurden von Fisichella gewonnen, 12 von Massa.
Mit Ende der Saison 2004 endete die Partnerschaft mit dem Hauptsponsoren Red Bull, welcher selbst den bis dahin wenig erfolgreichen Rennstall Jaguar übernahm und ihn zu Red Bull Racing umbenannte.

## Lackierung und Sponsoring
Der C23 ist überwiegend in Dunkelblau und Weiß lackiert. Zusätzlich gibt es durch den Sponsor Petronas cyanfarbene sowie durch den Sponsor Red Bull gelbe Farbakzente. Weiterhin warben Bridgestone und Credit Suisse auf dem Fahrzeug.

## Ergebnisse
| Fahrer                          | Nr.                             | 1   | 2  | 3  | 4  | 5 | 6   | 7 | 8   | 9   | 10 | 11 | 12 | 13  | 14 | 15 | 16 | 17 | 18 | Punkte | Rang |
| ------------------------------- | ------------------------------- | --- | -- | -- | -- | - | --- | - | --- | --- | -- | -- | -- | --- | -- | -- | -- | -- | -- | ------ | ---- |
| Formel-1-Weltmeisterschaft 2004 | Formel-1-Weltmeisterschaft 2004 |     |    |    |    |   |     |   |     |     |    |    |    |     |    |    |    |    |    | 34     | 6.   |
| Giancarlo Fisichella            | 11                              | 10  | 11 | 11 | 9  | 7 | DNF | 6 | 4   | 9   | 12 | 6  | 9  | 8   | 5  | 8  | 7  | 8  | 9  | 34     | 6.   |
| Felipe Massa                    | 12                              | DNF | 8  | 12 | 10 | 9 | 5   | 9 | DNF | DNF | 13 | 9  | 13 | DNF | 4  | 12 | 8  | 9  | 8  | 34     | 6.   |

| Legende  | Legende            | Legende                                                          |
| Farbe    | Abkürzung          | Bedeutung                                                        |
| -------- | ------------------ | ---------------------------------------------------------------- |
| Gold     | –                  | Sieg                                                             |
| Silber   | –                  | 2. Platz                                                         |
| Bronze   | –                  | 3. Platz                                                         |
| Grün     | –                  | Platzierung in den Punkten                                       |
| Blau     | –                  | Klassifiziert außerhalb der Punkteränge                          |
| Violett  | DNF                | Rennen nicht beendet (did not finish)                            |
| Violett  | NC                 | nicht klassifiziert (not classified)                             |
| Rot      | DNQ                | nicht qualifiziert (did not qualify)                             |
| Rot      | DNPQ               | in Vorqualifikation gescheitert (did not pre-qualify)            |
| Schwarz  | DSQ                | disqualifiziert (disqualified)                                   |
| Weiß     | DNS                | nicht am Start (did not start)                                   |
| Weiß     | WD                 | zurückgezogen (withdrawn)                                        |
| Hellblau | PO                 | nur am Training teilgenommen (practiced only)                    |
| Hellblau | TD                 | Freitags-Testfahrer (test driver)                                |
| ohne     | DNP                | nicht am Training teilgenommen (did not practice)                |
| ohne     | INJ                | verletzt oder krank (injured)                                    |
| ohne     | EX                 | ausgeschlossen (excluded)                                        |
| ohne     | DNA                | nicht erschienen (did not arrive)                                |
| ohne     | C                  | Rennen abgesagt (cancelled)                                      |
| ohne     | keine WM-Teilnahme |                                                                  |
| sonstige | P/fett             | Pole-Position                                                    |
| sonstige | 1/2/3/4/5/6/7/8    | Punktplatzierung im Sprint-/Qualifikationsrennen                 |
| sonstige | SR/kursiv          | Schnellste Rennrunde                                             |
| sonstige | *                  | nicht im Ziel, aufgrund der zurückgelegten Distanz aber gewertet |
| sonstige | ()                 | Streichresultate                                                 |
| sonstige | unterstrichen      | Führender in der Gesamtwertung                                   |